# 索恩河畔马克西利
索恩河畔马克西利（法語：Maxilly-sur-Saône）是法国科多尔省的一个市镇，属于第戎区（Dijon）索恩河畔蓬泰莱县（Pontailler-sur-Saône）。该市镇总面积7.87平方公里，2009年时的人口为334人。

## 人口
索恩河畔马克西利人口变化图示